# Na kolena padejme
Na kolena padejme je česká duchovní píseň k Ježíši Kristu. Její text pochází z kancionálu Radostná cesta, melodie je převzata z Knihy chorální ku kancionálku vydanému pro biskupství královéhradecké, která vyšla v Litoměřicích v roce 1847. V jednotném kancionále, v němž má přepracovaný text a upravený nápěv, je označena číslem 713. Je psaná v dvoupůlovém taktu, tónině F dur, má tři sloky a při mši ji lze zpívat jen na závěr.